# 천지연폭포
천지연폭포(天地淵瀑布)는 제주도 서귀포시 서귀동에 있는 폭포이다. ‘천지연’이란 이름은 ‘하늘(天)과 땅(地)이 만나서 이룬 연못’이라는 뜻이다.
폭포의 절벽은 화산활동으로 인해 생성된 조면암이 섞인 안산암으로 이루어져있다. 폭포수의 폭은 약 12 m 높이는 22 m, 연못의 수심은 약 20 m이다. 계곡에는 아열대성·난대성의 각종 상록수와 양치식물 등이 밀생하는 울창한 숲을 이룬다.

## 식생

천지연폭포의 세줄기 폭포수

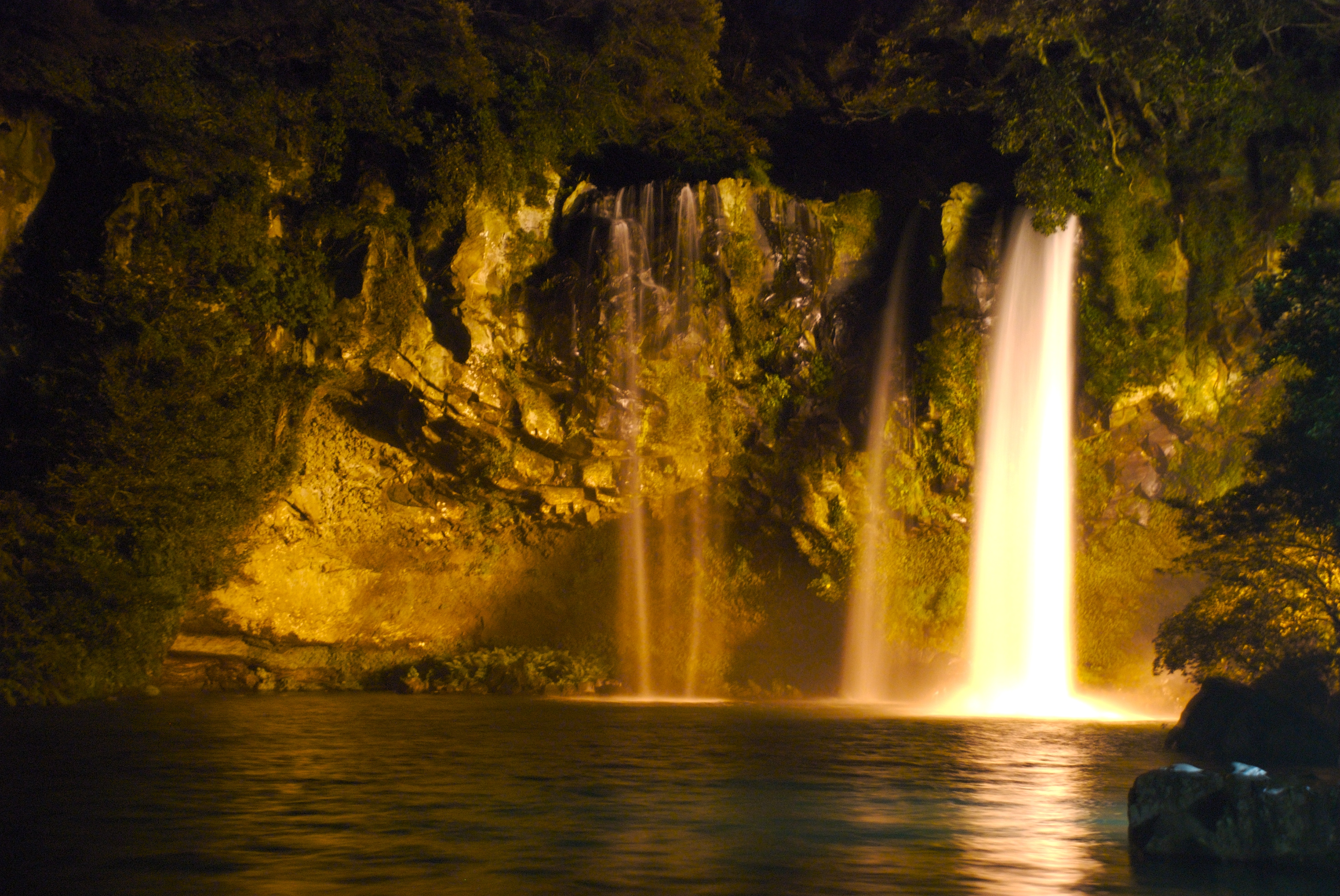
천지연폭포 야간풍경

폭포 근처에는 천연기념물 제27호로 지정보호되었던 무태장어가 서식하고 있다. 하지만 무태장어는 2009년 천연기념물에서 해제되었고 서식지만 천연 기념물로 보호받고 있다.
천지연폭포의 서쪽 계곡에 있는 난림지대에는 천연기념물 제163호로 지정되어 있는 담팔수 등이 서식한다. 천연기념물 제163호로 지정된 담팔수의 자생지이고, 특정 야생동식물로 지정된 솔잎란과 백량금이 자라는 등 희귀식물이 분포하고 있어 계곡 전체가 보호구역으로 지정되었다. 계곡의 양쪽에 발달한 상록활엽수림의 우점종은 구실잣밤나무, 담팔수, 종가시나무, 산유자나무, 푸조나무 등이며, 하층에는 동백나무, 백량금 등의 난대식물로 숲을 이루고 있다. 이곳의 암벽에 자라고 있는 솔잎란은 뿌리와 잎이 없고 줄기만 있는 유관속 식물 중에서는 가장 원시적인 식물이며, 멸종위기의 희귀식물로, 천지연과 천제연 등 기후가 따뜻한 지역의 암벽에만 자란다.

## 제주도의 세계지질공원
유네스코 세계지질공원 네트워크(GGN)가 그리스 레스보스섬에서 열린 운영위원회에서 후보지에 대한 평가와 심의 등을 거쳐 제주도 9개 지질명소를 세계지질공원으로 인증했다.
이후 2014년 대표명소로 우도, 비양도, 선흘 곶자왈 3곳이 추가 지정되었다.
제주도는 세계자연유산적 가치가 높다는 점에서  세계지질공원으로  제주도 섬 전체가 인정받은 것이고,그 가운데 한라산을 비롯한 12곳이 대표적인 지질명소(자연유산 3개 지구-한라산, 성산일출봉, 만장굴-에 6개 지역-천지연폭포, 서귀포층, 대포동해안 주상절리대, 산방산, 용머리, 수월봉-을 명소로 추가)라고 이해해야 할 필요성이 있다.
특히 천지연 폭포는 퇴적층의 침식과 계곡·폭포의 형성과정을 전해주는 지질학적 폭포의 모습을 보여 준다.

## 제주도의 폭포
- 천지연폭포
- 천제연폭포
- 정방폭포
- 소정방폭포
- 엉또폭포

## 같이 보기
- 제주 천지연 난대림